# Graphidipus gorrion
Graphidipus gorrion är en fjärilsart som beskrevs av Paul Dognin 1893. Graphidipus gorrion ingår i släktet Graphidipus och familjen mätare. Inga underarter finns listade i Catalogue of Life.